# Bahay Kubo

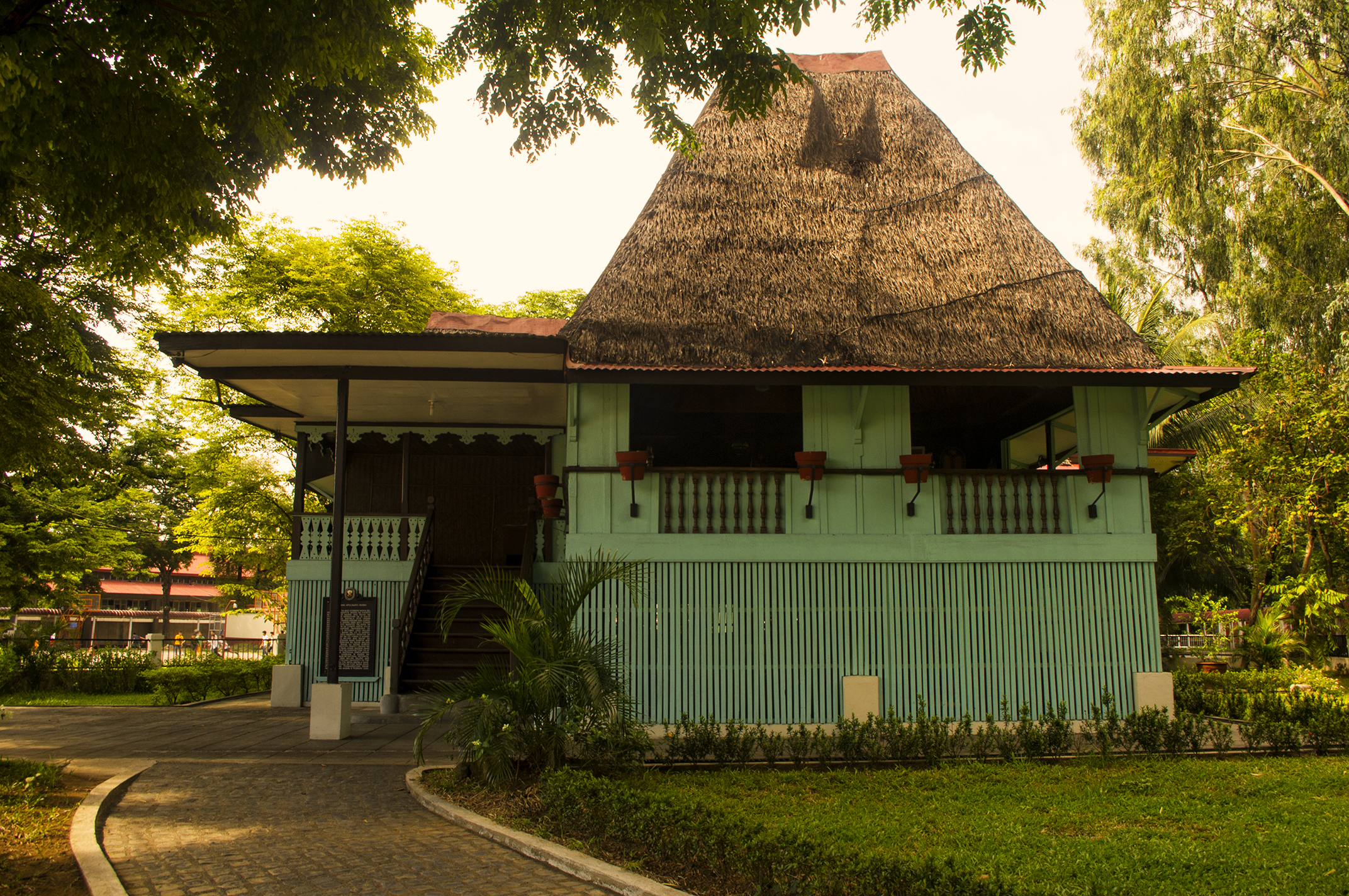
Tipus de casa de fusta.

La Bahay Kubo, Nipa hut o Kamalic és un tipus de casa similar al palafit pròpia d'algunes cultures de les Filipines. Sovint serveix com a icona de la cultura rural filipina. Els seus principis arquitectònics van donar lloc a moltes cases i edificis tradicionals filipins sobretot després de l'època pre-colonial. Durant l'època colonial proliferaren les Bahay na Bato, una versió noble de Bahay Kubo amb influència arquitectònica espanyola i xinesa. Els edificis contemporanis com el Palau dels cocos, el Sant Nen Shrine, el Centre Cultural de les Filipines i el Centre Nacional de les Arts són edificis moderns inspirats per aquest model d'habitatge.